# Dioncophyllaceae
Dioncophyllaceae је фамилија карниворних дикотиледоних биљака из реда Caryophyllales. Обухвата 3 монотипска родова. Фамилија је распрострањења у тропској западој Африци.